# Truplaya testaceofasciata
Truplaya testaceofasciata är en tvåvingeart som beskrevs av Loïc Matile 1978. Truplaya testaceofasciata ingår i släktet Truplaya och familjen platthornsmyggor.
Artens utbredningsområde är Angola. Inga underarter finns listade i Catalogue of Life.